# Felipe Araújo
Felipe Francisco Nascimento Araújo (Goiânia, 2 de julho de 1995), mais conhecido como Felipe Araújo, é um cantor, compositor e multi-instrumentista brasileiro.
É irmão do cantor Cristiano Araújo, que faleceu num acidente automobilístico em 2015.

## Carreira

### 2012–17:Com Vocêe1 Dois 3

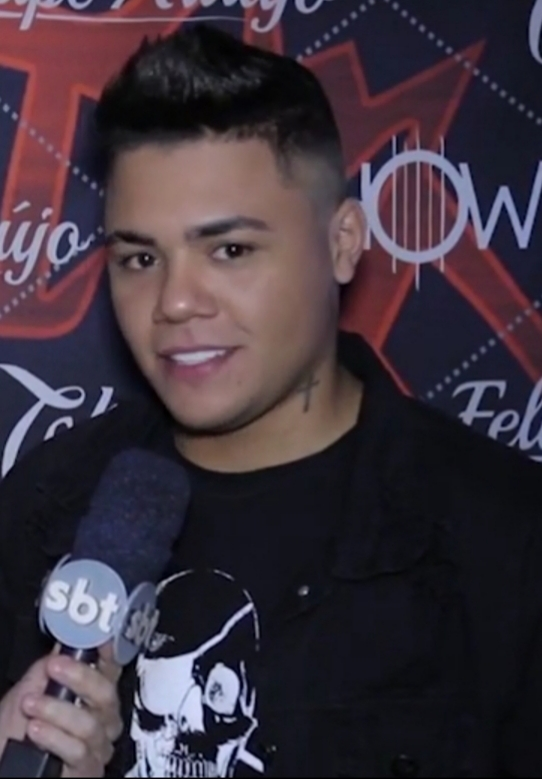
Araújo em 2017

Mesmo vindo de uma família de músicos sertanejos, aos 12 anos de idade, Felipe decidiu a montar uma banda de rock, onde tocava na escola onde estudava. Aos 15 anos começou a cantar profissionalmente, adotando o estilo sertanejo que prevalece até hoje. Em 2012, formou a dupla João Pedro & Felipe, que teve como maior destaque a música "Arrocha com Tequila". A dupla chegou a fazer shows em diversos estados, porém chegou ao fim em 2015 após 3 anos. Em 2015, Felipe decidiu formar uma nova dupla, desta vez com seu amigo Zé André, conhecido como compositor no meio sertanejo, inclusive chegaram a lançar o single "Noite Fracassada", tendo Felipe como um dos compositores, mas a música acabou sendo gravada e fazendo sucesso na voz da dupla Jads & Jadson.
Com a morte do irmão Cristiano Araújo, Felipe atendeu o pedido do pai, João Reis, e decidiu seguir carreira solo. Em dezembro de 2015, o cantor lançou seu primeiro EP solo, intitulado Com Você, tendo como singles "Com Você", canção composta por Felipe em homenagem ao irmão, "Bora Beber" e "Amante Fiel", que contou com a participação da cantora Marília Mendonça. No dia 14 de junho de 2016, gravou seu primeiro DVD em Goiânia, intitulado 1, Dois, 3 - Ao Vivo, que contou com a participação de Henrique & Juliano, Jorge & Mateus, Simone & Simaria, Zezé Di Camargo & Luciano, Leonardo e do próprio pai João Reis. O DVD foi lançado no dia 27 de julho de 2017 e teve como singles "A Mala é Falsa" e "Chave Cópia". Em setembro de 2017, lançou o single "Amor da Sua Cama", cujo clipe contou com a participação dos atores Felipe Titto e Carol Nakamura. A música entrou no TOP 10 da Billboard, ficando em terceiro lugar.

### 2018–presente:Por Inteiroe Felipe Araújo In Brasília

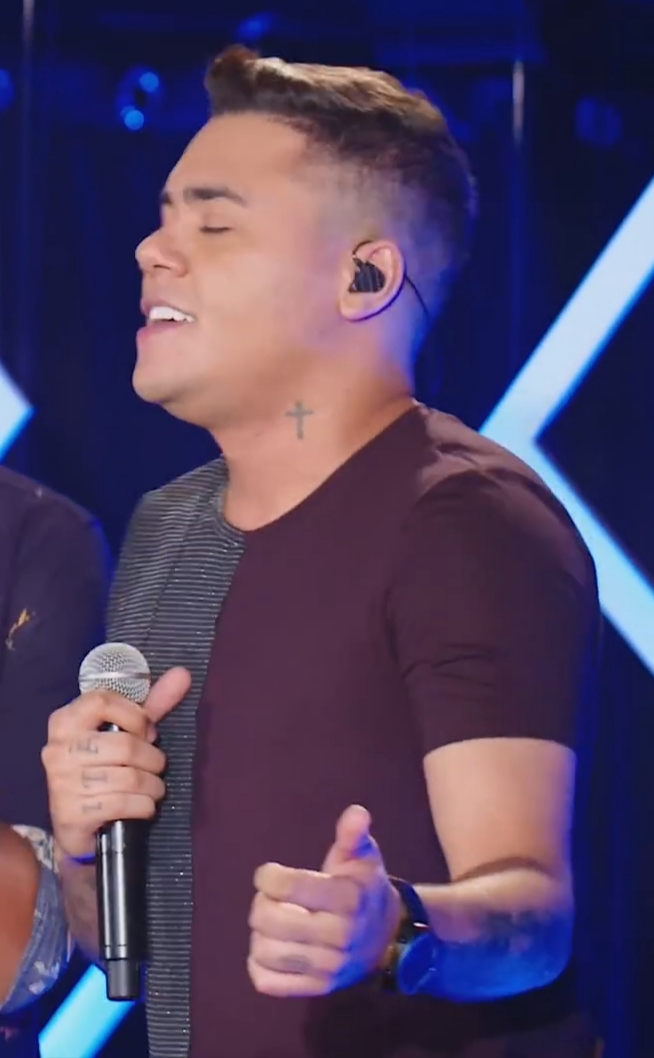
Felipe em 2019

Em março de 2018, lançou seu novo single e clipe da música "Se Pegar Cê Chora". Em maio, lançou o EP Esquenta do Felipe Araújo - Ao Vivo, com 7 músicas em todas as plataformas digitais. O EP contou como singles "Amor da Sua Cama" e "Ainda Sou Tão Seu". No dia 3 de julho de 2018, gravou seu segundo DVD intitulado Por inteiro, que contou com a participação dos cantores Ferrugem e Léo Santana. Em setembro, lançou a primeira parte do álbum. No mesmo mês foi lançado o single "Atrasadinha" em parceria com o cantor Ferrugem.
A música se tornou um sucesso, estando em primeiro lugar nas músicas mais tocadas das rádios e streamings musicais do país. Em janeiro de 2019, foi lançada a segunda parte do álbum. Em maio de 2019, lançou "Espaçosa Demais" como single. No dia 3 de setembro de 2019, Felipe gravou o terceiro DVD da carreira intitulado Felipe Araújo In Brasília. No dia 10 de outubro, lançou como single "Hoje Eu Beberei", uma adaptação brasileira da canção "Me Emborrachare" do cantor Pedro Mendoza. O primeiro volume do seu DVD foi lançado no dia 29 de setembro e conta como single a canção "Mentira".

## Vida pessoal
É filho de João Reis Araújo e Neusania Ana Nascimento, é irmão paterno do cantor Cristiano Araújo, que faleceu vítima de um acidente de carro no dia 24 de junho de 2015. O artista possui mais quatro meios-irmãos: Matheus e Gabriela, por parte de mãe, e João Victor e Ana Cristina, por parte de pai. Em 11 de fevereiro de 2019 nasceu Miguel Marchezi Araújo, o primeiro filho do cantor, fruto de um breve relacionamento com a psicóloga Caroline Marchezi. O casal terminou o namoro ainda no início da gestação, onde permaneceram em uma relação amigável, mesmo já não mais juntos. Em janeiro de 2020 assumiu estar em um relacionamento sério com a modelo Estella Defant, que durou até março de 2021, quando o cantor anunciou a separação.

## Filmografia

### Televisão
| Ano  | Programa     | Cargo        | Nota                          |
| ---- | ------------ | ------------ | ----------------------------- |
| 2023 | TVZ          | Apresentador |                               |
| 2023 | Vai que Cola | Ele mesmo    | Episódio: "O Novo Hit do Sid" |

### Cinema
| Ano  | Filme   | Personagem    |
| ---- | ------- | ------------- |
| 2021 | Encanto | Mariano (voz) |

## Discografia

#### Álbuns de estúdio
- Com Você (2015)
- Eu & Vocês (2020)
- Outros 500 (2021)
- Check (2021)
- Clube do Araújo (2021)

#### Álbuns ao vivo
- 1, Dois, 3 (2017)
- Chave Cópia - EP Ao Vivo (2017)
- Esquenta do Felipe Araújo - Ao Vivo (2018)
- Por Inteiro (2019)
- Felipe Araújo In Brasília - Ao Vivo (2020)
- Clube do Araújo - Ao Vivo (2022)
- Esquenta Dois - Ao Vivo (2023)
- Última Noite - Ao Vivo (2024)

## Prêmios e indicações
| Ano  | Prêmio                                | Categoria        | Indicação                    | Resultado | Ref.   |
| ---- | ------------------------------------- | ---------------- | ---------------------------- | --------- | ------ |
| 2017 | Trófeu Internet                       | Melhor Revelação | Felipe Araújo                | Indicado  |        |
| 2018 | Prêmio Jovem Brasileiro               | Melhor Cantor    | Felipe Araújo                | Indicado  |        |
| 2019 | Troféu Imprensa                       | Melhor Cantor    | Felipe Araújo                | Indicado  |        |
| 2019 | Troféu Internet                       | Melhor Cantor    | Felipe Araújo                | Indicado  |        |
| 2019 | Prêmio Jovem Brasileiro               | Melhor Cantor    | Felipe Araújo                | Indicado  |        |
| 2019 | Prêmio Jovem Brasileiro               | Hit do Ano       | "Atrasadinha" (com Ferrugem) | Indicado  |        |
| 2019 | Prêmio Multishow de Música Brasileira | Música do Ano    | "Atrasadinha" (com Ferrugem) | Venceu    | [ 38 ] |
| 2019 | Prêmio Multishow de Música Brasileira | Chiclete do Ano  | "Atrasadinha" (com Ferrugem) | Indicado  | [ 38 ] |
| 2019 | Melhores do Ano                       | Música do Ano    | "Atrasadinha" (com Ferrugem) | Venceu    | [ 39 ] |
| 2019 | Prêmio F5                             | Hit do Ano       | "Atrasadinha" (com Ferrugem) | Indicado  | [ 40 ] |
| 2019 | Prêmio Contigo! Online                | Melhor Música    | "Atrasadinha" (com Ferrugem) | Indicado  | [ 41 ] |